# بيلي جافي
بيلي جافي (بالإنجليزية: Billy Jaffe)‏ هو صحفي ومعلق رياضي أمريكي، ولد في 2 أبريل 1969.

## وصلات خارجية
- بيلي جافي على موقع EliteProspects.com (الإنجليزية)
- بيلي جافي على موقع HockeyDB.com (الإنجليزية)